# ليوند إيفاشوف
ليوند جريجوريفيتش إيفاشوف ((الروسية: Леонид Григорьевич Ивашов)) (وُلد في 31 أغسطس 1943) يشغل منصب نائب رئيس أكاديمية الشؤون الجيوسياسية.
وُلد ليوند إيفاشوف في الجمهورية الاشتراكية السوفيتية القيرغستانية وتخرج من مدرسة طشقند العسكرية عام 1964.
في الفترة بين عامي 1976 و1984، عمل كمساعد رفيع المستوى لـ وزير الدفاع السوفيتي ديمتري أوستينوف. وفي عام 1987، أصبح يشغل منصب رئيس قسم الشؤون العامة بوزارة دفاع الاتحاد السوفيتي.
في خلال فترة تسعينيات القرن العشرين، كان مسؤولًا عن التعاون العسكري بين أفراد من اتحاد الدول المستقلة بوصفه رئيس إدارة التعاون العسكري بـ وزارة الدفاع بـ الاتحاد الروسي.
وبعد تقاعده عام 2001، بدأ ليوند إيفاشوف في الكتابة على نطاق واسع في مجال الشؤون العسكرية والجغرافيا السياسية.
وبحسب ما ورد، شارك ليوند في كتابة كتاب أساسيات الجغرافيا السياسية (Foundations of Geopolitics)، وهو كتاب بقلم ألكسندر دوغين.